# Franz Rottmann
Franz Rottmann (* 14. Mai 1905 in Recklinghausen; † 29. Juni 1984 in Bocholt) war Bürgermeister, Unternehmer und Kommunalpolitiker zunächst der NSDAP, dann der FDP.

## Leben
Nach der mittleren Reife war Franz Rottmann im Steinkohlekonzern Zeche König Ludwig in Recklinghausen-Herten in der Verwaltung beschäftigt und besuchte in den Jahren 1930 bis 1933 die Verwaltungsakademie in Bochum.
Nach der Kommunalwahl im März 1933 zog er für die NSDAP in die Stadtverordnetenversammlung von Recklinghausen ein, zu deren Vorsteher er auch sogleich gewählt wurde. Am 4. Oktober 1933 wurde er zum Ersten Beigeordneten (Bürgermeister) gewählt und von Dezember 1938 bis August 1939  mit der vertretungsweisen Wahrnehmung der Geschäfte des Oberbürgermeisters  beauftragt.
Am 1. September 1939 löste er Fritz Emil Irrgang in Bocholt als Oberbürgermeister ab, der in Recklinghausen sein Nachfolger wurde.
Nach zweijähriger Internierung orientierte sich Rottmann politisch und beruflich neu. 1948 gründete er ein Omnibusunternehmen – heute Omnibus-Nahverkehr GmbH –, dessen Mitgeschäftsführer er bis 1974 und dessen Hauptgesellschafter er bis 1983 war. Er war über 20 Jahre Präsident des Bundesverbandes des Deutschen Personenverkehrsgewerbes. Von 1952 bis 1956 hatte er einen Sitz in der Bocholter Stadtverordnetenversammlung inne. Von 1956 bis 1964 war er Mitglied des Kreistages Borken. Während dieser Zeit war er auch Mitglied der Landschaftsversammlung Westfalen-Lippe.

## Partei
Zum 1. März 1926 trat Rottmann in die NSDAP ein (Mitgliedsnummer 39.192) und wurde sogleich Kassen- und Propagandaleiter der Ortsgruppe, 1930 kommunalpolitischer und arbeitsrechtlicher Fachberater, 1935 stellvertretender Kreisleiter, 1938 Kreiswirtschaftsberater. Zeitgleich mit seinem Parteieintritt erfolgte auch der in die SA, bei der er es bis zum Standartenführer (30. Januar 1942) brachte. Am 1. März 1931 gründete er die NSBO in Recklinghausen.
1950 war Rottmann Gründungsvorsitzender des FDP-Ortsverbands in Bocholt und zugleich Vorsitzender des Kreisverbands Borken-Bocholt. Letzteren führte er bis zum Januar 1965. Ab 1954 war er Vorsitzender des Landesfachausschusses Verkehr im FDP-Landesverband Nordrhein-Westfalen sowie Mitglied des gleichnamigen Bundesfachausschusses der Partei. Als Fraktionsvorsitzender in der Landschaftsversammlung Westfalen-Lippe wurde er 1960 außerdem vorübergehend stimmberechtigtes Mitglied des FDP-Landesvorstands.

## Privates
Franz Rottmann war mit Maria Degenhardt verheiratet. Aus der Ehe sind zwei Söhne hervorgegangen.